# Recesende (La Coruña)
Recesende o San Juan de Recesende (llamada oficialmente San Xoán de Recesende) es una parroquia española del municipio de Teo, en la provincia de La Coruña, Galicia.

## Entidades de población
Entidades de población que forman parte de la parroquia:
- Casal (O Casal)
- Casaldomiro
- Pedra (A Pedra)
- Seoane
- Tarrío
- Vilanova

## Demografía
| Gráfica de evolución demográfica de Recesende entre 2000 y 2021 |
|                                                                 |
| Datos según el nomenclátor publicado por el INE.                |